# Liste de films français sortis en 1991
Listes de films français
- 1987
- 1988
- 1989
- 1990
- 1991
- 1992
- 1993
- 1994
- 1995

Liste non exhaustive de films français sortis en 1991

## 1991
| Titre                    | Réalisateur                     | Distribution                                                                          | Genre                      |
| ------------------------ | ------------------------------- | ------------------------------------------------------------------------------------- | -------------------------- |
| Atlantis                 | Luc Besson                      |                                                                                       | Documentaire               |
| Aux yeux du monde        | Éric Rochant                    | Yvan Attal, Kristin Scott Thomas, Charlotte Gainsbourg, Marc Berman                   |                            |
| Les Amants du Pont-Neuf  | Leos Carax                      | Juliette Binoche, Denis Lavant, Klaus Michael Grüber, Jean-Louis Airola               | Film dramatique            |
| La Belle Noiseuse        | Jacques Rivette                 | Michel Piccoli, Jane Birkin, Emmanuelle Béart, Marianne Denicourt                     |                            |
| Dieu vomit les tièdes    | Robert Guédiguian               | Jean-Pierre Darroussin, Ariane Ascaride, Pierre Banderet, Gérard Meylan               | Drame                      |
| Delicatessen             | Marc Caro et Jean-Pierre Jeunet | Dominique Pinon, Marie-Laure Dougnac, Jean-Claude Dreyfus, Karin Viard, Ticky Holgado | Comédie horrifique, Satire |
| J'embrasse pas           | André Téchiné                   | Philippe Noiret, Emmanuelle Béart, Manuel Blanc, Hélène Vincent                       | Drame                      |
| Ma vie est un enfer      | Josiane Balasko                 | Daniel Auteuil, Josiane Balasko, Richard Berry, Michael Lonsdale                      | Comédie                    |
| Madame Bovary            | Claude Chabrol                  | Isabelle Huppert, Christophe Malavoy, Jean-François Balmer, Lucas Belvaux             | Drame                      |
| Mayrig                   | Henri Verneuil                  | Claudia Cardinale, Omar Sharif, Nathalie Roussel, Serge Avédikian                     |                            |
| Merci la vie             | Bertrand Blier                  | Charlotte Gainsbourg, Anouk Grinberg, Michel Blanc, Jean Carmet, Annie Girardot       |                            |
| Mocky Story              | Jean-Pierre Mocky               | Jean Abeillé, Gérard Hoffmann, Patrice Laffont, Jean-Paul Bonnaire                    |                            |
| Mon père, ce héros       | Gérard Lauzier                  | Gérard Depardieu, Marie Gillain, Patrick Mille, Catherine Jacob                       |                            |
| Nord                     | Xavier Beauvois                 | Xavier Beauvois, Bulle Ogier, Bernard Verley, Jean Douchet                            |                            |
| L'Opération Corned-Beef  | Jean-Marie Poiré                | jean Reno, Christian Clavier, Valérie Lemercier, Isabelle Renauld                     |                            |
| Sale comme un ange       | Catherine Breillat              | Claude Brasseur, Lio, Nils Tavernier, Roland Amstutz, Claude-Jean Philippe            |                            |
| La Totale !              | Claude Zidi                     | Thierry Lhermitte, Miou-Miou, Eddy Mitchell, Michel Boujenah, Jean Benguigui          |                            |
| Tous les matins du monde | Alain Corneau                   | Jean-Pierre Marielle, Gérard Depardieu, Anne Brochet, Guillaume Depardieu             |                            |
| Triplex                  | Georges Lautner                 | Patrick Chesnais, Cécile Pallas, François-Éric Gendron, Sophie Carle                  |                            |
| Une époque formidable…   | Gérard Jugnot                   | Gérard Jugnot, Richard Bohringer, Victoria Abril, Ticky Holgado                       |                            |
| Van Gogh                 | Maurice Pialat                  | Jacques Dutronc, Alexandra London, Bernard Le Coq, Gérard Séty                        |                            |
| La Vie des morts         | Arnaud Desplechin               | Thibault de Montalembert, Roch Leibovichi, Marianne Denicourt, Grégori Baquet         |                            |